# Rafael Pascacio Gamboa (Reforma)
Rafael Pascacio Gamboa más conocido como Gamboa es una localidad del municipio de Reforma ubicado en el noroeste del estado mexicano de Chiapas.

## Geografía
La localidad de Rafael Pascacio Gamboa se sitúa en las coordenadas geográficas 17°55′08″N 93°16′04″O / 17.918889, -93.267778, a una elevación de 22 metros sobre el nivel del mar.

## Demografía
Según el Conteo de Población y Vivienda 2020, efectuado por el Instituto Nacional de Estadística y Geografía, la localidad de Rafael Pascacio Gamboa tiene 1,334 habitantes, de los cuales 675 son del sexo masculino y 659 del sexo femenino. Su tasa de fecundidad es de 2.73 hijos por mujer y tiene 335 viviendas particulares habitadas.
| Gráfica de evolución demográfica de Rafael Pascacio Gamboa entre 1940 y 2020 |
|                                                                              |
| INEGI.                                                                       |